# Ebenezer Prout

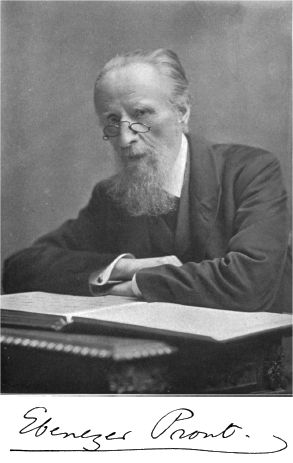
Ebenezer Prout in den späten 1890er-Jahren

Ebenezer Prout (* 1. März 1835 in Oundle; † 5. Dezember 1909 in Hackney) war ein englischer Musiktheoretiker, Musikpädagoge und Komponist.

## Leben und Werk
Ebenezer Prout zeigte früh musikalische Begabung, die aber seitens seines Vaters nicht gefördert wurde. Daher eignete er sich, abgesehen von etwas Klavierunterricht, seine Musikkenntnisse autodidaktisch an. Ab 1852 arbeitete er als Schullehrer, wandte sich aber 1859 beruflich ganz der Musik zu, zunächst als Gesangslehrer an einer Schule in Hackney und durch Annahme von Privatschülern. Daneben wirkte er als Organist und von 1861 bis 1885 als Professor für Klavier an der Crystal Palace School of Art. 1862 bzw. 1865 brachten ihm sein Streichquartett op. 1 und das Klavierquartett op. 2 Preise der Society of British Musicians ein. 
Von 1876 bis 1882 lehrte Prout an der National Training School for Music, ab 1879 an der Royal Academy of Music – wo Henry Wood, Edward German und Tobias Matthay zu seinen Schülern zählten – und ab 1884 an der Guildhall School of Music. Von 1876 bis 1890 leitete er die Hackney Choral Association, für die er die beiden Kantaten Hereward (1878) und Alfred (1882) schrieb. 
Ab 1876 entstand, beginnend mit Instrumentation, eine Reihe musiktheoretischer Werke, die teilweise auch ins Deutsche übersetzt wurden. 1894 erhielt er eine Professur für Musik am Trinity College Dublin. Daneben wirkte er als Musikkritiker und trug für die erste Auflage des Grove Dictionary of Music and Musicians eine Reihe von Artikeln bei. Prouts Ausgabe des Messias von Georg Friedrich Händel (1902) fand in England weite Verbreitung.
Zu den Kompositionen von Ebenezer Prout zählen – neben den bereits genannten – vier Sinfonien, Werke für Chor und Orchester, eine Orgelsonate, ein Orgelkonzert sowie Kammermusik.